# Qualcosa cambia
Qualcosa cambia è un singolo del cantautore italiano Daniele Silvestri, pubblicato il 27 settembre 2019 come ottavo estratto dal nono album in studio La terra sotto i piedi.

## Video musicale
Il videoclip è stato pubblicato il 7 novembre 2019 sul canale Vevo-YouTube del cantante.